# Alain Cavalier
Alain Cavalier, rodným jménem  Alain Fraissé, (* 14. září 1931 Vendôme) je francouzský filmový režisér a scenárista.
Studoval na filmové škole Institut des hautes études cinématographiques a pracoval jako asistent režie filmů Édouarda Molinara a Louise Malleho. Debutoval v roce 1958 sedmnáctiminutovým filmem Un Américain. První celovečerní film – Le Combat dans l'île s Romy Schneider a Jean-Louisem Trintignantem v hlavních rolích – byl uveden v roce 1962. Ve filmu L'Insoumis (1964) ztvárnil hlavní roli Alain Delon. Později natočil desítky dalších filmů, jak hraných, tak i dokumentárních. Za film Thérèse (1986) získal Césara za nejlepší režii a scenář a cenu poroty na Filmovém festivalu v Cannes. Ceny na festivalu v Cannes později získal také za filmy Libera me (1993) a Le Filmeur (2005). Ve svém filmu Pater (2011) zároveň ztvárnil hlavní roli.
S filmovou stříhačkou Denise de Casabianca, která hrála v jeho filmu Un Américain (1958), má dceru Camille. V letech 1965–1972, kdy zahynula při autonehodě, byla jeho manželkou herečka Irène Tunc.

## Filmografie (výběr)
- Un Américain (1958)
- Le Combat dans l'île (1962)
- L'Insoumis (1964)
- La Chamade (1968)
- Le Plein de super (1976)
- Martin et Léa (1979)
- Un étrange voyage (1981)
- Thérèse (1986)
- Libera me (1993)
- La Rencontre (1996)
- Le Filmeur (2005)
- Irène (2009)
- Pater (2011)
- Le Caravage (2015)
- Être vivant et le savoir (2019)
- L'Amitié (2022)